# Хоао Рохас
Хоао Рохас (ісп. Joao Rojas, нар. 14 червня 1989, Ла-Тронсаль) — еквадорський футболіст, нападник мексиканського клубу «Крус Асуль» та національної збірної Еквадору.

## Клубна кар'єра
У дорослому футболі дебютував 2007 року виступами за команду клубу «Текніко Універсітаріо», в якій провів два сезони, взявши участь у 67 матчах чемпіонату. 
Протягом 2009—2009 років захищав кольори команди клубу «Індепендьєнте Хосе Теран».
Своєю грою за останню команду привернув увагу представників тренерського штабу клубу «Емелек», до складу якого приєднався на умовах оренди 2009 року. Відіграв за  гуаякільську команду наступні два роки своєї ігрової кар'єри. Більшість часу, проведеного у складі «Емелека», був основним гравцем атакувальної ланки команди.
2010 року уклав контракт з мексиканським клубом «Монаркас», у складі якого провів наступні три роки своєї кар'єри гравця. Граючи у складі «Монаркас» також здебільшого виходив на поле в основному складі команди.
До складу іншого мексиканського клубу, «Крус Асуль», приєднався 2013 року.

## Виступи за збірну
2008 року дебютував в офіційних матчах у складі національної збірної Еквадору.